# Primož Suhodolčan
Primož Suhodolčan, slovenski otroški in mladinski pisatelj in scenarist, * 23. maj 1959, Črna na Koroškem
Primož Suhodolčan je sodoben otroški in mladinski pisatelj. Njegova dela so zelo priljubljena med otroki in mladostniki in so že več let v vrhu najbolj branih knjig. Že kot majhen je pisal pesmice, križanke, rebuse in pisal za šolsko glasilo.

## Življenje
Rodil se je 23. maja 1959 v Črni na Koroškem, materi Mariji in očetu Leopoldu Suhodolčanu, učitelju, kulturno-prosvetnemu delavcu in književniku. Osnovno šolo je obiskoval na Prevaljah. Gimnazijo je obiskoval na Ravnah na Koroškem in maturiral leta 1977. Študiral je na Fakulteti za sociologijo, politične vede in novinarstvo Ljubljana (danes Fakulteta za družbene vede). Od leta 1998 je član Društva slovenskih pisateljev.
Od leta 1998 je član Društva slovenskih pisateljev. Uvrščen je tudi v zbornik Antologija sodobne slovenske mladinske literature. Primož Suhodolčan je tudi ambasador humanitarnega programa ZPMS – Pomežik soncu. Prav tako je ambasador akcije Peljimo jih na morje Rdečega križa Slovenije.

## Mladost in šolanje
Rodil se je Mariji in Leopoldu Suhodolčanu. Obiskoval je Osnovno šolo Franja Goloba Prevalje. Gimnazijo je obiskoval na Ravnah na Koroškem in maturiral leta 1977.

## Delo
Prve prispevke je objavil v Vigredi, glasilu Osnovne šole Franja Goloba Prevalje. Po očetovi smrti je od leta 1981 do 1987 nadaljeval očetove zgodbe o Naočniku in Očalniku pri Pionirskem listu, ter od leta 1984 do 1995 za najmlajše objavljal dogodivščine Petra Nosa in Popka pri Cicibanu. Sodeloval je pri nekaj scenarijih za otroško televizijsko oddajo Radovedni Taček. Prisostvoval je tudi pri nekaj scenarijih za otroško televizijsko oddajo Radovedni Taček.

## Nagrade
- zlato Prežihovo priznanje 2001 Občine Ravne na Koroškem

### Moja najljubša knjiga
- Košarkar naj bo! • 1999, 2000, 2001, 2002 in 2008
- Pozor, pravljice! • 2010,2011,2012 on top